# 닛코의 신사와 사원
닛코의 신사와 사원(일본어: 日光の社寺 닛코노 샤지[*])은 도치기현 닛코시에 있는 사원 등을 말한다. 1999년 유네스코 세계유산으로 등록되었다. 닛코의 사원이 있는 지역에서는 니샤이치지(일본어: 二社一寺)라고 부르고 있다.

## 등록 유산
- 닛코 동조궁 (日光東照宮)
- 닛코 후타라산 신사 (日光二荒山神社)
- 닛코 윤왕사 (日光輪王寺)

이들 건조물 103동은 국보 9개동, 중요문화재 94개동이 있다. 그 밖에 이들을 둘러싼 주변 경관이 있다.

## 등록 기준
닛코의 신사와 사원의 등록 요건은 등록기준 1항, 4항, 6항에 해당된다.
- (1) 독특한 예술적 혹은 미적인 업적, 즉 창조적인 재능의 걸작품을 대표 할 것.
- (4) 가장 특징적인 사례의 건축양식으로서 중요한 문화적, 사회적, 예술적, 과학적, 기술적 혹은 산업의 발전을 대표하는 양식.
- (6) 역사적 중요성이나 함축성이 현저한 사상이나 신념, 사진이나 인물과 가장 중요한 연관이 있는 것.

## 같이 보기
- 일본의 세계유산
- 아시아의 세계유산